# Zebraen Zibilla
|  | Denne artikel er oprettet af botten Steenthbot ud fra en ekstern database. Den kan derfor have sproglige fejl eller mangler. Denne skabelon kan fjernes efter kontrol af indholdet. |

Zebraen Zibilla er en animationsfilm fra 2019 instrueret af Isabelle Favez.

## Handling
Zibilla er ikke som de andre børn på skolen og bliver drillet på grund af sine zebrastriber. Hendes mor og far er heste og har adopteret Zibilla, da hun var spæd. Det er hårdt at være udenfor. Selv naboerne vil ikke have, at deres dreng Carino leger med hende. Heldigvis er Carino ligeglad og ved et tilfælde kommer de to venner ud på et spændende eventyr. Her møder de både cirkusartister og en løve. Fuld af selvtillid efter turen brøler Zibilla højt og siger fra over for drillerierne.